# August Endell
August Endell (12. dubna 1871 Berlín – 13. dubna 1925 tamtéž) byl německý teoretik umění, designér a architekt secesního stylu.

## Život

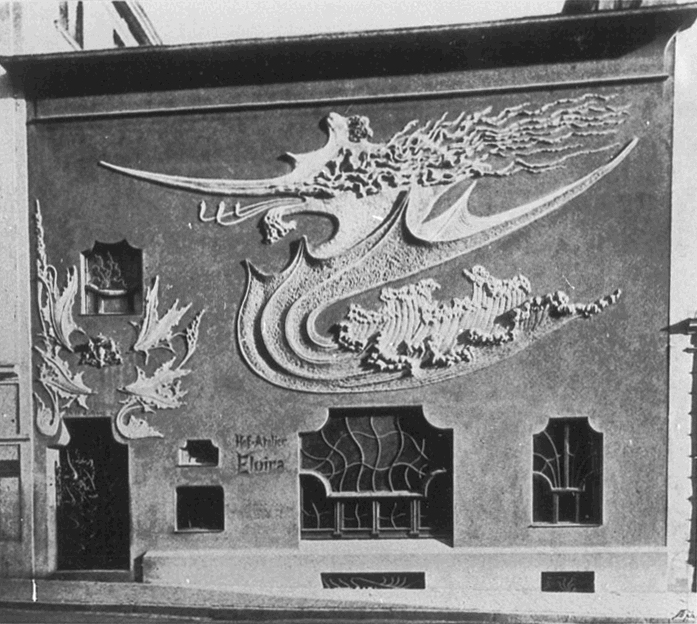
Dvorní ateliér Elvira (foto kolem roku 1900)

Endell byl jako architekt samouk, studoval u filozofa Theodora Lippse. Známým se stal jako spolueditor časopisu Pan a architekt barevných prosklených fasád prvního budovy Endell'scher Hof v Berlíně.
Endellovým hlavním dílem byl návrh budovy Ateliéru Elvira v Mnichově (1897/1898), který lze považovat za „extrémní architekturu“. Jeho výkladu vzdorující a často kritizovaný reliéf na fasádě byl označován jako Drak a příznivci vykládán jako čisté formální umění, čímž získal význam jako údajně první abstraktní umělecké dílo. Teprve v roce 2022 byl historik umění Graham Dry schopen identifikovat inspirační zdroje „ornamentu“, jak Endell vždy vágně svůj reliéf nazýval: vyložil ho jako sochařské spojení a splynutí dvou slavných děl východních a západních dějin umění, konkrétně Hokusaiova barevného dřevorytu Velká vlna u Kanagawy (Japonsko 1830–1832) a Botticelliho Zrození Venuše z Florencie kolem roku 1485. „Drak“ byl z fasády otlučen na popud nacistů v roce 1937 v rámci úprav okolí Domu německého umění. V roce 1944 byla budova těžce poškozena bombami a její ruiny byly po válce zbořeny.
V roce 1908 vyšlo v nakladatelství Strecker & Schröder ve Stuttgartu Endellovo umělecko-filozofické dílo Krása velkého města, popisující město na počátku 20. století. Rozvíjí vizi moderního města jako místa setkávání lidí, obchodu, umění a kultury.
Na výstavu Werkbundu v Kolíně nad Rýnem v roce 1914 Endell poslal návrh interiéru jídelního vozu. Od roku 1918 byl August Endell ředitelem Státní akademie umění a řemesel ve Vratislavi (Breslau). Své uměleckopsychologické principy formuloval v četných teoretických spisech.
Endellovou první manželkou byla Elsa Hildegard Plötzová, později Elsa von Freytag-Loringhoven. Jeho druhá manželka, sochařka Anna Endellová rozená Meynová, byla blízkou přítelkyní Gertrudy Heinersdorffové, vdovy po expresionistickém berlínském malíři skla Gottfriedu Heinersdorffovi. Naposledy manželé žili v Cappenbergu ve Vestfálsku. Anna Endellová měla svůj ateliér v jedné z místností zámku Cappenberg. Do okruhu přátel obou žen patřila také malířka a vyšívačka parament Gerta Overbeck-Schenková, která rovněž žila v Cappenbergu. Anna Endellová zemřela v roce 1967, rok po své přítelkyni, a byla pohřbena na hřbitově v Cappenbergu. Na jejím náhrobku je i nápis: „Na památku Augusta Endella“.

## Dílo (výběr)
V letech 1898–1899 Endell postavil ozdravovnu Nordsee-Sanatorium pro lékaře Carla Gmelina v obci Wyk auf Föhr. V roce 1901 odešel do Berlína, kde vytvořil řadu významných veřejných budov a také různé obytné a komerční budovy.
Na jaře 1901 byla v Berlíně podle jeho expresionisticky pojatých plánů provedena komplexní přestavba několika existujících divadelních sálů na adrese Köpenicker Straße 68 pro divadlo Ernsta von Wolzogena zvané Bunte Theater (zničené ve druhé světové válce).

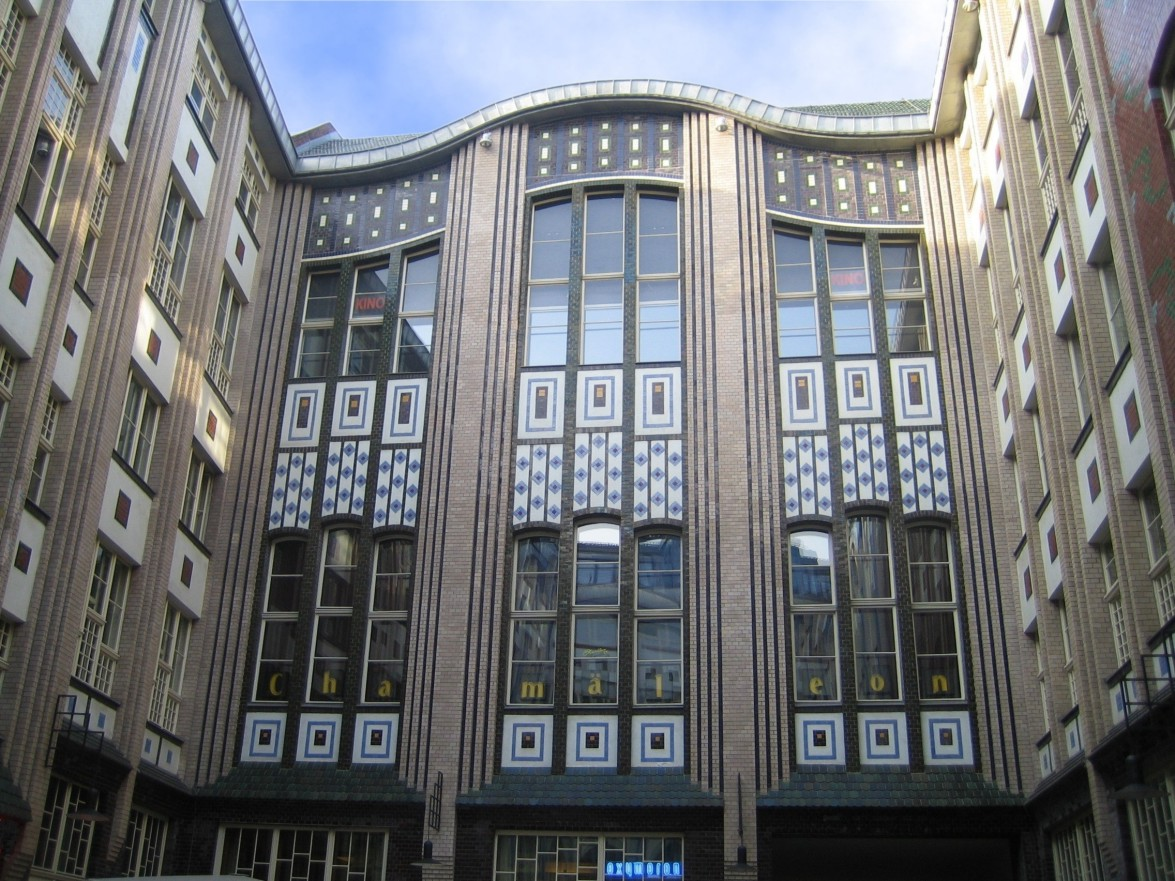
Fasády Hackesche Höfe v Berlíně-Mitte (2005)

V letech 1905–1906 v Berlíně navrhl podnik Neumann'sche Festsäle pro obchodníka s vínem a hostinského Wilhelma Neumanna na Rosenthaler Straße 38–40 v rámci komplexu Hackesche Höfe, později zvaný Endell'scher Hof po architektovi.
Dalším dílem Endella je dům na Uhlandstraße 197 v Berlíně-Charlottenburgu, postavený v letech 1906–1907. Ten byl v roce 2013 rekonstruován a otevřen jako hotel.
V letech 1911–1912 byla podle Endellových plánů za asistence Adolfa Radinga postavena tribuna Klusácké dráhy Mariendorf v Berlíně-Mariendorfu.